# Musée de Tourfan
Le Musée de Tourfan (吐鲁番博物馆, tǔlǔfān bówùguǎn ; ouïghour : تۇرپان مۇزېيى‎), également parfois appelé musée de Turpan, est un musée situé dans le district de Gaochang, à Tourfan, dans la partie Nord de la région autonome du Xinjiang, en Chine.
Il comporte notamment des pièces trouvés dans les tombes d'Astana, sur les site de Gaochang, situé dans la proche banlieue du centre de la ville-préfecture.
Il comporte également quelques squelettes de dinosaures.
Il est classé AAAA par le ministre de la culture et du tourisme de la République populaire de Chine (zh).

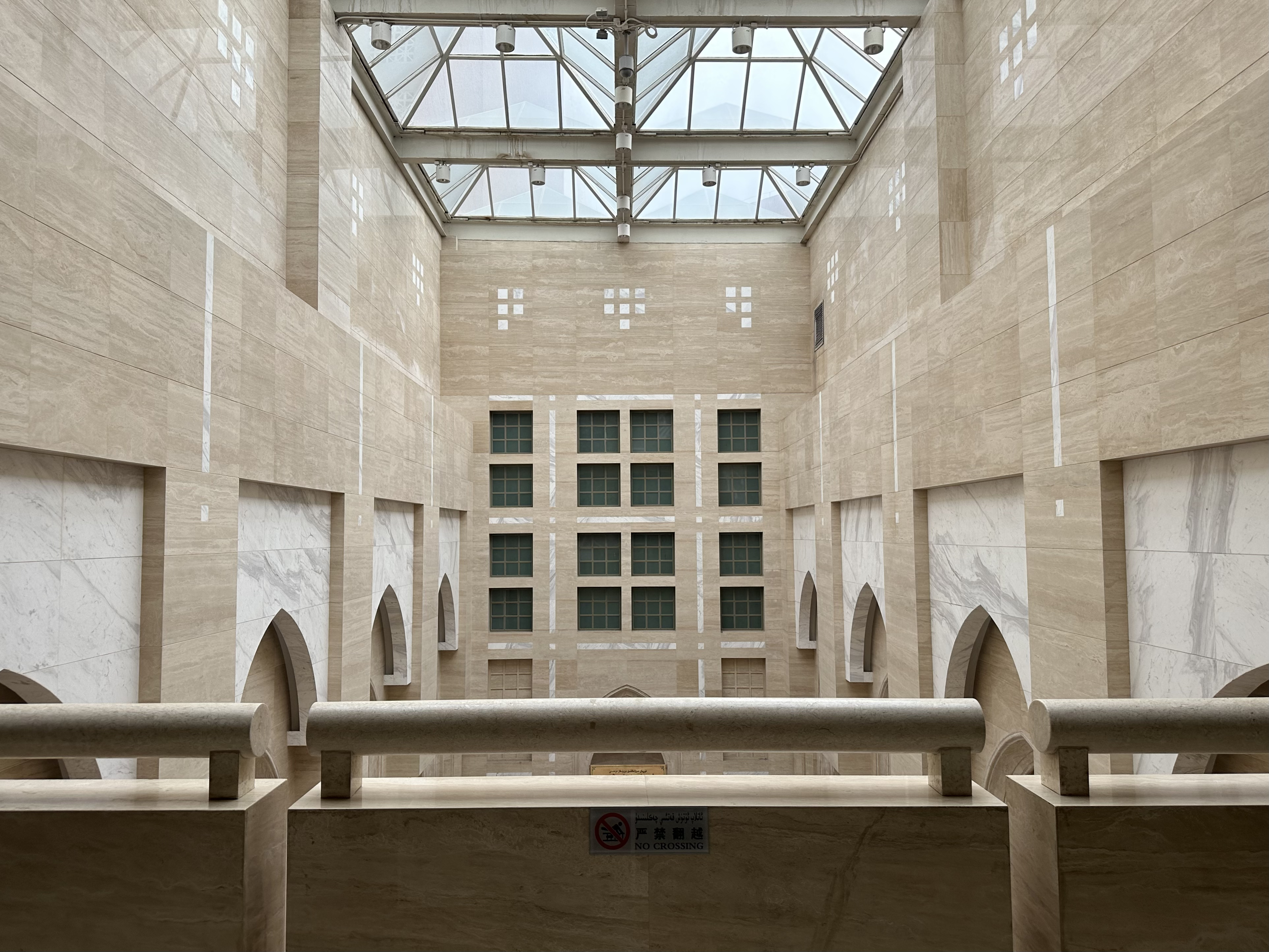
à l'intérieur du hall du musée